# 베를라헤 인스티튜트
베를라헤 인스티튜트(Berlage Institute)는 네덜란드의 독립된 비공인 건축 대학원이었다. 네덜란드 건축가 헨드릭 베를라헤의 이름을 따서 명명되었으며 1990년부터 2012년까지 암스테르담과 로테르담을 기반으로 존속하였다. 이후 델프트 공과대학교 산하 연구단체로 탈바꿈했으며 베를라헤 건축 및 도시 설계 응용 연구 센터(Berlage Center for Advanced Studies in Architecture and Urban Design)라는 이름으로 다시 설립되었다.

## 역사

### 1990년~2012년
베를라헤는 네덜란드 건축가 헤르만 헤르츠버거가 설립했으며, 그는 또한 초대 학장을 역임했다. 그 당시 학교는 암스테르담의 알도 반 에이크가 설계한 고아원에 위치해 있었다. 이후 연구소는 로테르담으로 이전했다. 1995년 비엘 아레츠는 학장으로 임명되어 학교를 연구 기반 기관으로 대폭 재구성했다. 아레츠는 학장 재임 기간 동안, 학교의 출판물 HUNCH의 간행을 시작한다. 이 책은 원래 렘 콜하스의 S, M, L, XL 편집자인 제니퍼 시글러가 편집했다.
아레츠는 네덜란드 인구의 폭발적 증가를 연구하는 'Double Dutch'를 주제로 HUNCH의 출판, 광범위한 글로벌 연구 여행, 공개 강연, 매년 바뀌는 연구 주제를 통해 학교의 국제적 명성을 확장해나갔다. 건축 토론은 자하 하디드, 렘 콜하스, 스탠 알렌, 세지마 가즈요, 장 누벨, 케네스 프램턴, 안도 다다오 및 이토 도요오 같은 저명한 건축가, 강사 및 객원 교수와 함께 진행되었다.
주목할만한 동문으로는 Daan Roosegaarde, Miguel Robles-Durán, Vasa J. Perovi, Reinier de Graaf, Ana Dzokic 및 Bas Princen등이 있다.
Arets는 2002년에 물러 났고 스페인 건축가 알레한드로 자에라 폴로 (2002-2005)가 계승했다. 크로아티아의 건축가이자 교육자인 베드란 미미카가 마지막 감독이었다.
네덜란드 정부의 자금 삭감으로 인해 베를라헤 인스티튜트는 2012년 8월 1일부로 해체되었다.

### 2012년~현재
2012년 가을, 베를라헤는 현재 자신을 지칭하는 'The Berlage Center for Advanced Studies in Architecture and Urban Design'또는 'The Berlage'로 재설립되었으며, 델프트 공과대학교 건축학부에 기반을 두고 있다. 2014년부터 공인 석사 학위를 수여하고 있다.